# Nogent-le-Bernard
Nogent-le-Bernard ist eine französische Gemeinde mit 876 Einwohnern (Stand: 1. Januar 2022) im Département Sarthe in der Region Pays de la Loire. Die Gemeinde liegt im Arrondissement Mamers und im Kanton Bonnétable. Ihre Einwohner heißen Nogentais.

## Geografie
Nogent-le-Bernard liegt etwa 33 Kilometer nordöstlich von Le Mans und etwa 37 Kilometer südöstlich von Alençon. Umgeben wird Nogent-le-Bernard von den Nachbargemeinden Saint-Cosme-en-Vairais im Norden und Nordwesten, Pouvrai im Norden, Bellou-le-Trichard im Osten und Nordosten, La Chapelle-du-Bois im Osten und Südosten, Dehault im Südosten, Saint-Georges-du-Rosay im Süden, Bonnétable im Südwesten sowie Rouperoux-le-Coquet im Westen.

## Einwohnerentwicklung
| 1962                      | 1968 | 1975 | 1982 | 1990 | 1999 | 2006 | 2013 |
| ------------------------- | ---- | ---- | ---- | ---- | ---- | ---- | ---- |
| 1156                      | 950  | 788  | 699  | 777  | 797  | 867  | 954  |
| Quelle: Cassini und INSEE |      |      |      |      |      |      |      |

## Sehenswürdigkeiten
- Menhir von Courtevrais, Monument historique
- Kirche Saint-Jouin-de-Marnes aus dem 11./12. Jahrhundert, Monument historique
- Schloss Haut-Éclair aus dem 16. Jahrhundert
- Schloss Goyette von 1897

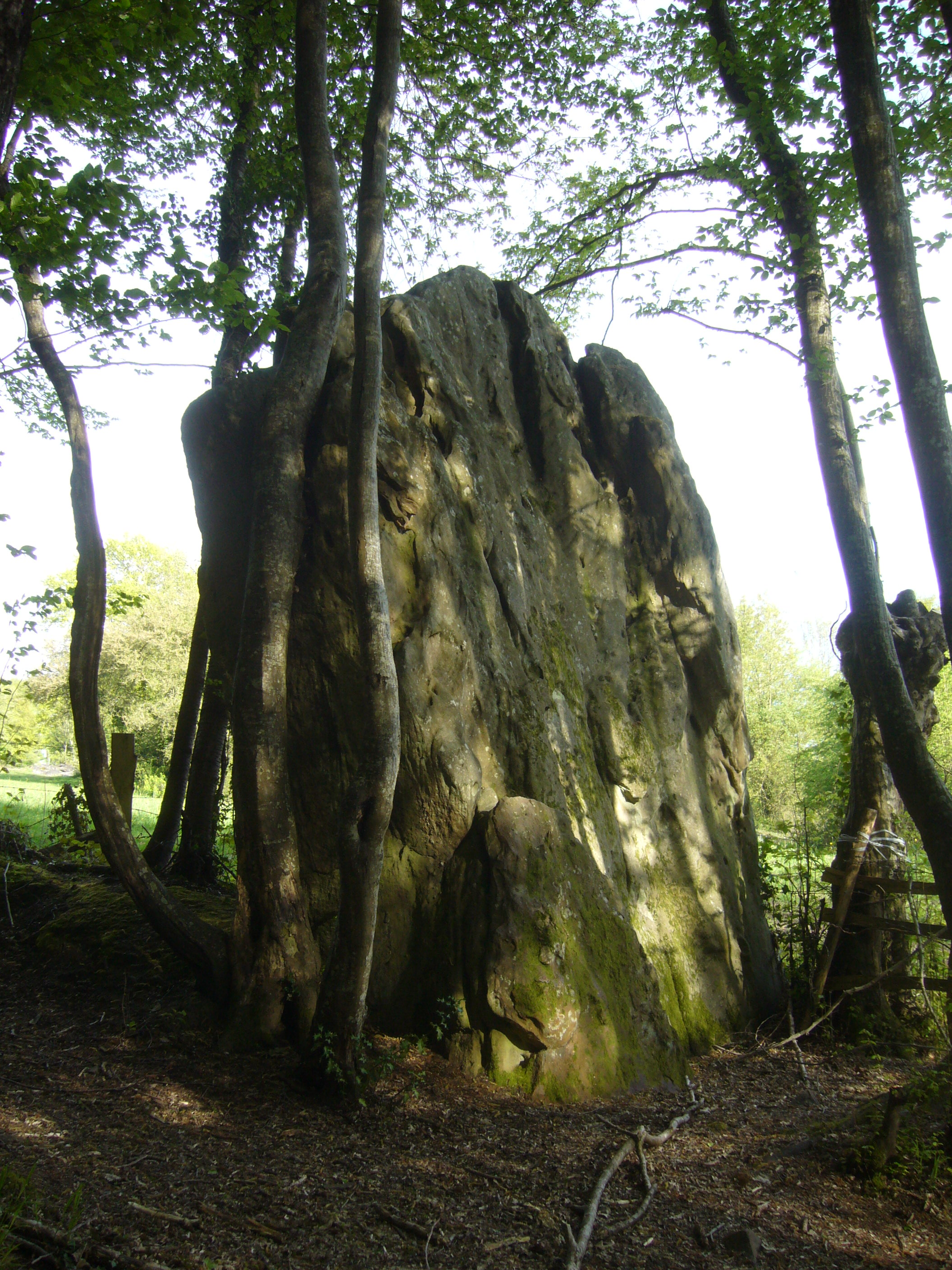
Menhir von Coutevrais
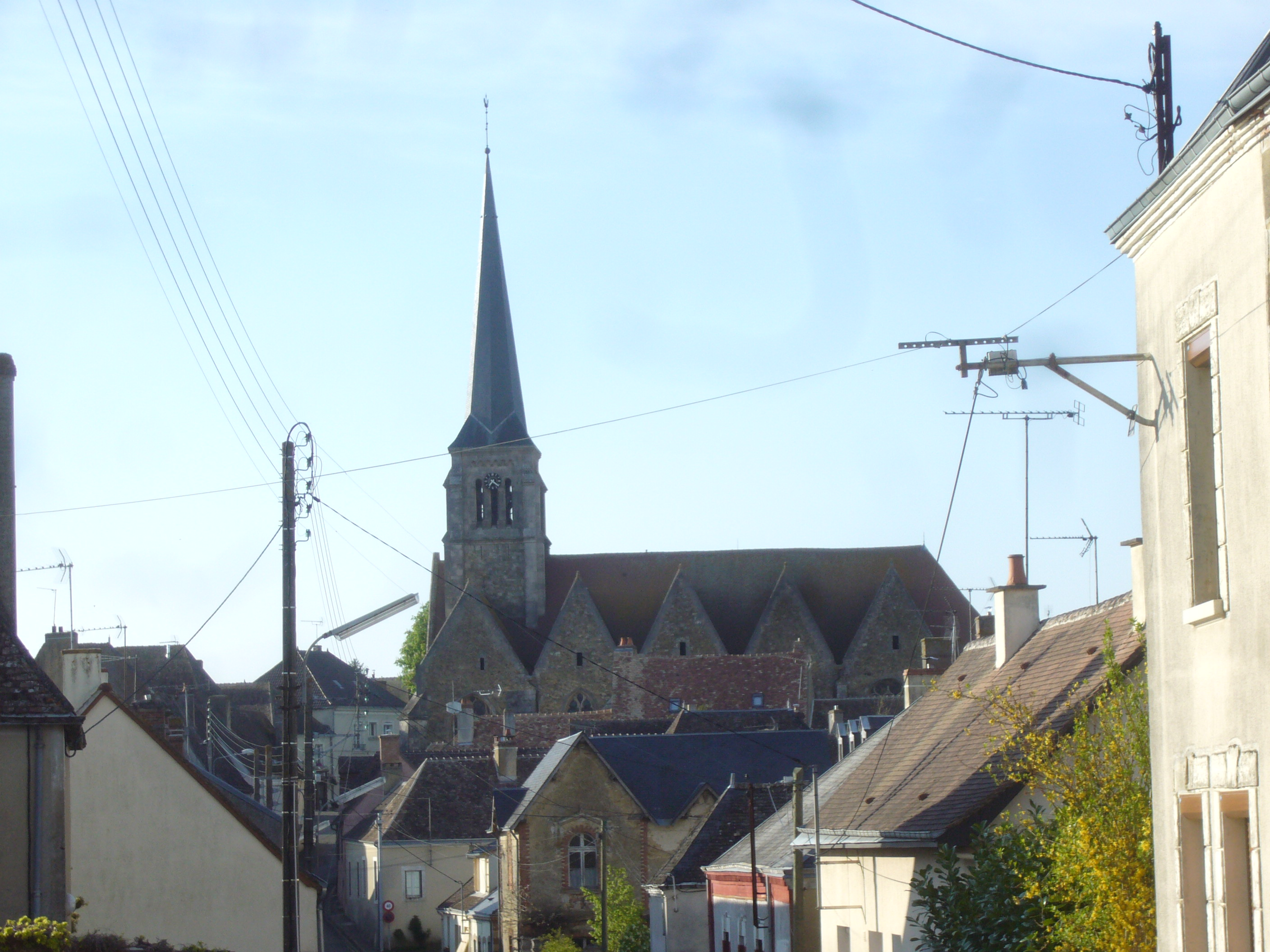
Kirche Saint-Jouin-de-Marnes